# エヴァンジェリスタ・ダ・ピアン・ディ・メレート
エヴァンジェリスタ・ダ・ピアン・ディ・メレート（伊: Evangelista da Pian di Meleto, 1458年ごろ – 1549年）は、イタリアのルネサンス期の画家である。

## 生涯
エヴァンジェリスタは1458年ごろにウンブリア地方のピアンディメレートに生まれた。1488年、ピアンディメレートでジョヴァンニ・サンツィオとともに働いていた。エヴァンジェリスタがジョヴァンニと親しかったことは、1494年にジョヴァンニの遺言書が作成された際に、建築家アンブロージョ・ディ・アントニオ・バロッチ（Ambrogio di Antonio Barocci）とともに立ち会っていることから明らかである。ジョヴァンニの死後、エヴァンジェリスタは彼の工房を継承している。またジョヴァンニの息子ラファエロ・サンツィオとともに、チッタ・ディ・カステッロにあるサンタゴスティーノ教会（church of Sant'Agostino）バロンチ家埋葬礼拝堂の祭壇画『トレンティーノの聖ニコラウスの戴冠』（Incoronazione di San Nicola da Tolentino）を制作した。1500年に発注を受け、1501年に完成したこの祭壇画は、現在いくつかの切断された板絵の断片と準備素描のみが残っている。1549年にウルビーノで死去。ジョヴァンニ・サンツィオの署名のない作品のいくつかは、実際にはエヴァンジェリスタの作品である可能性がある。